# Mark of the Ninja
Mark of the Ninja è un videogioco d'azione a scorrimento orizzontale sviluppato dalla Klei Entertainment e pubblicato dalla Microsoft Studios. È stato annunciato il 28 febbraio 2012 ed in seguito pubblicato per Xbox 360 via Xbox Live Arcade il 7 settembre 2012, e poi per Microsoft Windows il 16 ottobre dello stesso anno. L'anno dopo, il gioco è uscito per Linux e Mac OS X. Nel 2018, il gioco è uscito anche per Nintendo Switch, PlayStation 4 e Xbox One.

## Trama
La storia inizia con l'irruzione da parte di forze armate nel dojo del clan ninja Hisomu, celatosi fino ad oggi al mondo moderno. Il protagonista, un ninja senza nome, che sta riposando dopo aver ricevuto un tatuaggio Irezumi, viene svegliato da una ninja di nome Ora, e interviene per salvare il suo maestro Azai e altri membri del clan dagli assalitori, che però hanno accusato Azai di furto. Azai racconta al protagonista del potere del suo tatuaggio e la leggenda che lo riguarda, spiegando che l’inchiostro usato deriva da uno speciale fiore del deserto e che, una volta assorbito dal corpo, affina enormemente sensi e riflessi, condannando però il portatore ad una lenta caduta verso la pazzia. In un lontano passato, il primo ninja Hisomu che ricevette tale marchio divenne incredibilmente pericoloso, e sempre più squilibrato, portando ad un lungo regno del terrore che terminò solo con la sua dipartita. Di conseguenza, per ricevere il marchio, un ninja deve giurare di commettere seppuku una volta che la pazzia inizia a presentarsi.
Dopo che il protagonista riceve il suo secondo tatuaggio, viene incaricato insieme ad Ora di vendicarsi della compagnia militare privata responsabile dell'attacco al dojo, ossia una società chiamata Hessian, guidata da un plutocrate senza scrupoli proveniente dall'Europa orientale chiamato Conte Karajan. Nel frattempo, l'artista horishi Dosan si dichiara preoccupato riguardo della qualità dell'inchiostro usato e promette di indagare e capire perché Azai non gli abbia fornito delle nuove scorte. Il protagonista riesce ad infiltrarsi nel quartier generale della divisione regionale asiatica della Hessian e a assassinare il Caporale Kelly, il membro della compagnia che aveva guidato l'attacco al dojo, e usa un dispositivo di tracciamento GPS per seguire Karajan al suo castello nell'Europa Orientale e ucciderlo. Al loro ritorno a casa però, il protagonista e Ora vengono a conoscenza che il loro clan ha rubato una gran quantità di equipaggiamento militare con tecnologie avanzate dalla Hessian, facendo capire ai due che il piano di Azai era di derubare Karajan e rimpiazzare l’antico addestramento chiamato "Cammino Hisomu", con un approccio più moderno e tecnologico allo spionaggio. Invece di commettere seppuku, il protagonista fugge con Ora per trovare Dosan, il quale informa i due con un messaggio spiegando che è partito alla ricerca del misterioso fiore del deserto.
Seguendo le sue tracce, il protagonista e Ora scoprono che Dosan è stato catturato da alcuni criminali, i quali lo tengono in ostaggio in una città medio-orientale devastata dalla guerra per farsi tatuare con le rimanenti scorte di inchiostro. Una volta liberato, Dosan spiega che il fiore dai cui petali si ricava l’inchiostro sumi si è estinto, e sembra che lo fosse già nel momento in cui arrivarono le ultime scorte di inchiostro al clan Hisomu. Come rivelato da alcune pergamene nascoste che ripercorrono la storia del clan, Azai stesso fallì nel difendere i fiori quando la regione nativa della pianta venne occupata dai criminali. Azai, disonorato ma guidato dalla volontà di far sopravvivere il clan ora che la sua fonte di potere era perduta, nascose il suo fallimento e progettò il furto alla Hessian per rifornire il clan con equipaggiamenti militari all’avanguardia, e ordinò poi che il restante inchiostro fosse usato per marchiare un ultimo ninja, la cui forza avrebbe permesso di derubare la compagnia militare e salvare così il clan a spese della Hessian. A questo punto Dosan usa il rimanente inchiostro per completare il tatuaggio del protagonista, ma i tre subiscono un'imboscata per mano un ninja high-tech mandato da Azai, che riesce a sparare e uccidere Dosan nel momento in cui lui e il protagonista si danno alla fuga.
Rimasto senza il suo equipaggiamento, abbandonato durante la precipitosa ritirata, il protagonista, affetto da allucinazioni, usa i suoi riflessi sovrumani, derivanti dall’ultimo marchio ricevuto, per scampare dalla morte ai danni sia dei criminali sia degli inviati Hisomu, riuscendo a tornare in Giappone con Ora, che consiglia al protagonista di uccidere Azai colpevole di essersi disonorato per non aver mantenuto l'antica tradizione del clan. Usando le sue abilità ormai soprannaturali, il protagonista riesce a superare le nuove difese tecnologiche del dojo Hisomu, e raggiungere Azai nel suo giardino. Al sopraggiungere di Ora, che intima al protagonista di uccidere il suo vecchio maestro, Azai stesso sostiene di non essere in grado di vedere la compagna ninja, suggerendo che ella stessa sia un sintomo dell’imminente pazzia che prenderà il sopravvento della mente del protagonista, insistendo che quest'ultimo onori la sua promessa di uccidersi prima di perdere la ragione. Improvvisamente preda di insicurezza, il protagonista viene rassicurato da Ora che Azai sta mentendo per ingannarlo, e lo esorta a portare a termine la sua missione ed epurare il clan Hisomu dal disonore arrecato dalle azioni di Azai. Recuperata la spada rituale, il protagonista sperimenta un breve attacco psicotico, nel quale rivive simbolicamente gli eventi successivi al ricevimento del Marchio. Si ritrova infine in un giardino, di fronte ad entrambi Ora e Azai, quest'ultimo che si inchina e posa la sua spada di fronte a sé, aspettando la scelta del protagonista.
Se il giocatore sceglie di uccidere Azai, segue un altro episodio psicotico, nel quale il ninja uccide il suo maestro e diventa il tiranno Hisomu della leggenda, fondendosi silenziosamente alle tenebre con un veloce colpo di spada. Se il giocatore decide invece di uccidere Ora, il ninja si sventra con la spada rituale e Ora si dissolve nel nulla, lasciando esalare al protagonista il suo ultimo respiro morendo.

## Modalità di gioco
Mark of the Ninja è un videogioco stealth-platform 2D nel quale il personaggio controllato dal giocatore deve attraversare una serie di ambienti cercando di non essere visto dalle guardie presenti nei livelli. Questi infatti presentano aree illuminate e aree buie nelle quali il personaggio è visibile ai nemici nelle prime e invisibile nelle seconde, anche se passare entro una certa distanza da un nemico fa sì che il giocatore venga individuato indipendentemente dall'illuminazione. Anche diversi suoni, come ad esempio la corsa del personaggio, possono rivelare la posizione del personaggio e vengono rappresentati visivamente da un cerchio in rapida espansione dal punto di emissione del suono. Nel videogioco inoltre, viene impiegata una meccanica di campo visivo insolita per un videogioco platform, in quanto i nemici invisibili al personaggio sono anche invisibili al giocatore, sebbene i loro suoni siano rappresentati sullo schermo allo stesso modo di quelli del personaggio del giocatore.
Avvicinandosi ai nemici senza essere scoperto, il personaggio è in grado di eseguire un'uccisione con un unico colpo. Per facilitarsi il compito, il giocatore può distruggere le fonti di luce, nascondersi dietro oggetti, passare attraverso grate e pertugi inaccessibili ai nemici. Se si viene rilevati dai nemici, è necessario fuggire e rimanere nascosti per un determinato periodo di tempo, dopo il quale i nemici torneranno ai loro percorsi di pattuglia originali e sarà possibile ucciderli di nuovo con un unico colpo. Sebbene sia possibile combattere corpo a corpo con l'obiettivo di mettere fuori combattimento un nemico, nel farlo si rischia di essere ucciso a propria volta, nonché di allertare nemici vicini. I nemici reagiscono ai cambiamenti nell’ambiente circostante e a ciò che accade ad altri nemici: suoneranno infatti un allarme se individuano inequivocabilmente il personaggio del giocatore o trovano un corpo in modo da avvisare tutti i nemici nell'area e impedire loro di tornare alle loro ronde di pattuglia precedenti; se sentono un suono o intravedono il personaggio del giocatore diventano sospettosi, mostrando un punto interrogativo sulla loro testa, cercando attivamente il personaggio del giocatore fino a quando si convincono che non sia effettivamente presente. Il giocatore può anche decidere di spaventarli attraverso tattiche terroristiche uccidendo e mostrando i corpi ai nemici in modo terrificante, come lasciare un nemico strangolato che ciondola da un trespolo o lanciare un cadavere contro un nemico vivo ignaro, il quale, mostrando un punto esclamativo sopra la testa, urlerà, inciamperà o sparerà freneticamente a tutto ciò che li spaventa o sorprende.
Il giocatore riceve punti nell’eseguire una varietà di azioni come uccisioni silenziose, passare inosservato, impedire la scoperta di corpi, terrorizzare gli avversari per creare scompiglio e raggiungere obiettivi opzionali come il recupero di manufatti e una serie di haiku che raccontano la storia del clan ninja. Questo punteggio viene ridotto quando viene fatto scattare un allarme dalle guardie nemiche. A seconda delle prestazioni del giocatore nei livelli, si guadagna onore e si completano i sigilli che vengono utilizzati per acquistare o potenziare abilità e armi e sbloccare anche costumi alternativi. I giocatori ottengono onore raggiungendo un punteggio specifico in ogni fase, raccogliendo i rotoli segreti e completando gli obiettivi speciali presenti in ogni fase. Alcuni rotoli sono ottenuti attraverso sfide segrete, in cui il giocatore viene trasportato in una stanza speciale per risolvere un puzzle.